# Wspólnota administracyjna Schliengen
Wspólnota administracyjna Schliengen – wspólnota administracyjna (niem. Vereinbarte Verwaltungsgemeinschaft) w Niemczech, w kraju związkowym Badenia-Wirtembergia, w rejencji Fryburg, w regionie Hochrhein-Bodensee, w powiecie Lörrach. Siedziba wspólnoty znajduje się w miejscowości Schliengen, przewodniczącym jej jest Werner Bundschuh.
Wspólnota zrzesza dwie gminy:
- Bad Bellingen, 3 894 mieszkańców, 16,93 km²
- Schliengen, 5 322 mieszkańców, 37,46 km²